# Freestyle ai XXII Giochi olimpici invernali
Le gare di freestyle ai XXII Giochi olimpici invernali di Soči in Russia si sono svolte dall'8 al 21 febbraio 2014 nella località di Krasnaja Poljana a circa 45 km di distanza da Soči. Erano in programma cinque competizioni maschili ed altrettante femminili, nelle seguenti discipline: salti, halfpipe, slopestyle, gobbe e ski cross. L'halfpipe e lo slopestyle erano presenti per la prima volta ai Giochi olimpici.

## Calendario
| Uomini |       |  | Gobbe |            |  | Slopestyle |       |  |  | Salti | Halfpipe |  | Ski cross |           | 5  |
| Donne  | Gobbe |  |       | Slopestyle |  |            | Salti |  |  |       |          |  | Halfpipe  | Ski cross | 5  |
| Totale | 1     |  | 1     | 1          |  | 1          | 1     |  |  | 1     | 1        |  | 2         | 1         | 10 |

## Podi

### Uomini
| Evento                | Oro                   | Tempo/Punti           | Argento          | Tempo/Punti      | Bronzo              | Tempo/Punti    |
| Gobbe (dettagli)      | Alexandre Bilodeau    | 26,31 pt.             | Mikaël Kingsbury | 24,71 pt.        | Aleksandr Smyšljaev | 24,34 pt.      |
| Halfpipe (dettagli)   | David Wise            | 92,00 pt.             | Mike Riddle      | 90,60 pt.        | Kevin Rolland       | 88,60 pt.      |
| Salti (dettagli)      | Anton Kušnir          | 134,50 pt.            | David Morris     | 110,41 pt.       | Jia Zongyang        | 95,06 pt.      |
| Ski cross (dettagli)  | Jean-Frédéric Chapuis | Jean-Frédéric Chapuis | Arnaud Bovolenta | Arnaud Bovolenta | Jonathan Midol      | Jonathan Midol |
| Slopestyle (dettagli) | Joss Christensen      | 95,80 pt.             | Gus Kenworthy    | 93,60 pt.        | Nick Goepper        | 92,40 pt.      |

### Donne
| Evento                | Oro                     | Tempo/Punti       | Argento               | Tempo/Punti  | Bronzo         | Tempo/Punti   |
| Gobbe (dettagli)      | Justine Dufour-Lapointe | 22,44 pt.         | Chloé Dufour-Lapointe | 21,66 pt.    | Hannah Kearney | 21,49 pt.     |
| Halfpipe (dettagli)   | Maddie Bowman           | 89,00 pt.         | Marie Martinod        | 85,40 pt.    | Ayana Onozuka  | 83,20 pt.     |
| Salti (dettagli)      | Ala Cuper               | 98,01 pt.         | Xu Mengtao            | 83,50 pt.    | Lydia Lassila  | 72,12 pt.     |
| Ski cross (dettagli)  | Marielle Thompson       | Marielle Thompson | Kelsey Serwa          | Kelsey Serwa | Anna Holmlund  | Anna Holmlund |
| Slopestyle (dettagli) | Dara Howell             | 94,20 pt.         | Devin Logan           | 85,40 pt.    | Kim Lamarre    | 85,00 pt.     |

## Medagliere
| Pos.   | Paese       |    |    |    | Totale |
| ------ | ----------- | -- | -- | -- | ------ |
| 1      | Canada      | 4  | 4  | 1  | 9      |
| 2      | Stati Uniti | 3  | 2  | 2  | 7      |
| 3      | Bielorussia | 2  | 0  | 0  | 2      |
| 4      | Francia     | 1  | 2  | 2  | 5      |
| 5      | Australia   | 0  | 1  | 1  | 2      |
| 5      | Cina        | 0  | 1  | 1  | 2      |
| 7      | Giappone    | 0  | 0  | 1  | 1      |
| 7      | Russia      | 0  | 0  | 1  | 1      |
| 7      | Svezia      | 0  | 0  | 1  | 1      |
| Totale | Totale      | 10 | 10 | 10 | 30     |